# Loir (rivière)
Pour les articles homonymes, voir Loir.
Pour l’article ayant un titre homophone, voir Loire.
Le Loir est une rivière du centre-ouest de la France, qui coule dans les quatre départements d'Eure-et-Loir, de Loir-et-Cher, de la Sarthe et du Maine-et-Loire, et  dans les régions Centre-Val de Loire et Pays de la Loire. C'est un affluent de la Sarthe, donc un sous-affluent de la Loire.

## Géographie
De 318,5 km de longueur, il est réputé prendre sa source aux abords du Perche à Champrond-en-Gâtine en Eure-et-Loir et longe le sud de cette région sur une grande partie de sa distance, pour se jeter dans la Sarthe (rive gauche) au nord d'Angers, dans le département de Maine-et-Loire.
Champrond-en-Gâtine (22 km en amont) devrait être et fut bien le premier endroit déclaré de la source du Loir, mais vers l'an 1801, la source du Loir fut déclarée comme étant le débouché de l'étang de Cernay, situé dans le canton d'Illiers, ceci jusqu'à ce que l'officier d'état-major Pondra signale en 1858, dans le bulletin de la société archéologique, que l'étang de Cernay a disparu. Depuis cette date on s'accorde à dire que le Loir sourd au lavoir de Saint-Éman, près d'Illiers-Combray.
Les confluences cumulées du Loir venu de l'est et de la Sarthe venue du nord, puis de la Mayenne venue de l'ouest donnent naissance à la Maine.

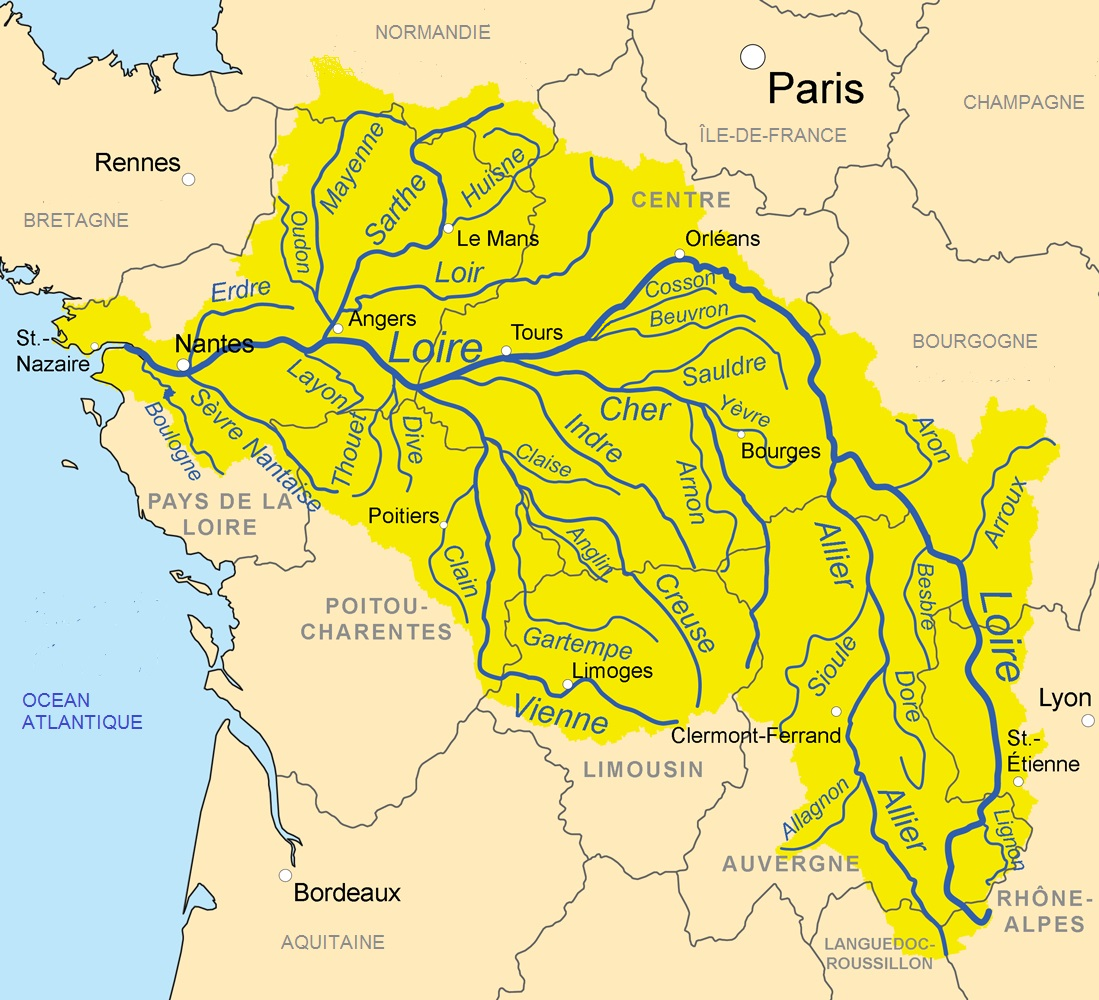
Position du Loir dans le bassin de la Loire

### Départements et principales villes traversés
Le Loir traverse 97 communes réparties sur quatre départements : repoussé à l'est par les collines du Perche, le Loir coule grosso modo du centre vers le sud du département d'Eure-et-Loir, il passe au nord-ouest du Loir-et-Cher, puis au sud du département de la Sarthe avant de pénétrer par le nord du Maine-et-Loire.
Les principales villes traversées sont :

#### Département d'Eure-et-Loir
En Eure-et-Loir, le Loir traverse 29 communes.
Par ordre alphabétique :

Alluyes, Autheuil, Bonneval, Cernay, Champrond-en-Gâtine (source), Charonville, Châteaudun, Les Châtelliers-Notre-Dame, Cloyes-sur-le-Loir, Les Corvées-les-Yys, Donnemain-Saint-Mamès, Douy, Illiers-Combray, Magny, Marboué, Marchéville, Montboissier, Montigny-le-Gannelon, Romilly-sur-Aigre, Saint-Avit-les-Guespières, Saint-Christophe, Saint-Denis-les-Ponts, Saint-Denis-les-Puits, Saint-Éman, Saint-Hilaire-sur-Yerre, Saint-Maur-sur-le-Loir, Saumeray, Le Thieulin, Villebon.

Le Loir en Eure-et-Loir, d'amont en aval
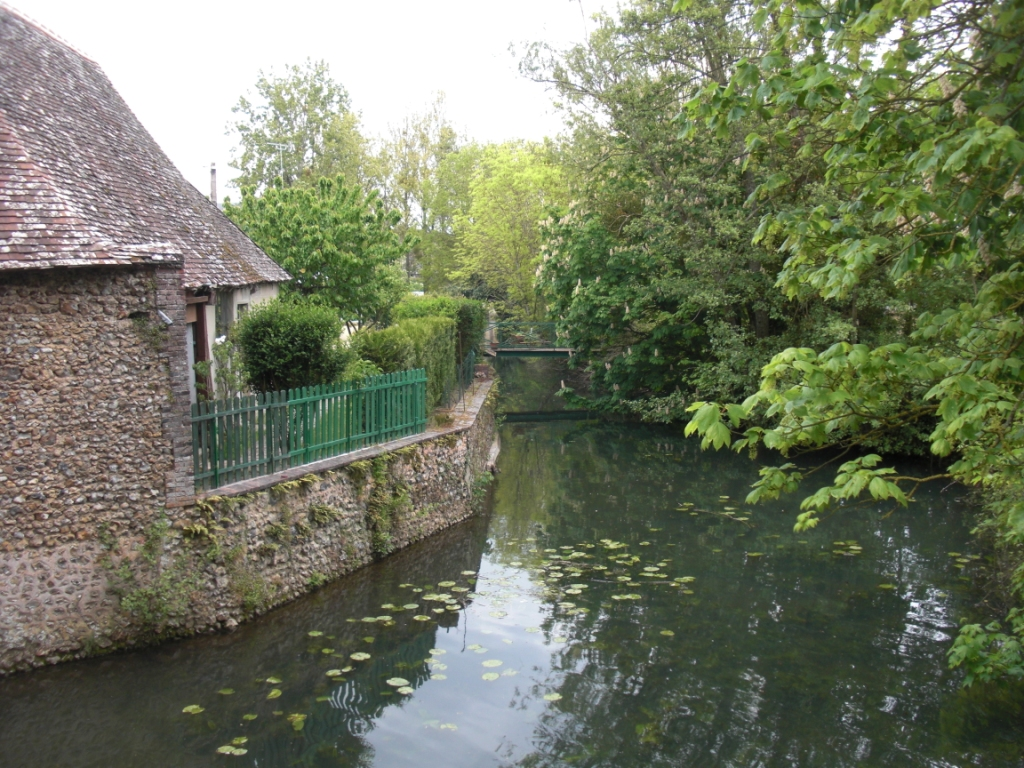
Le Loir, la Vivonne de Marcel Proust, à Illiers-Combray.
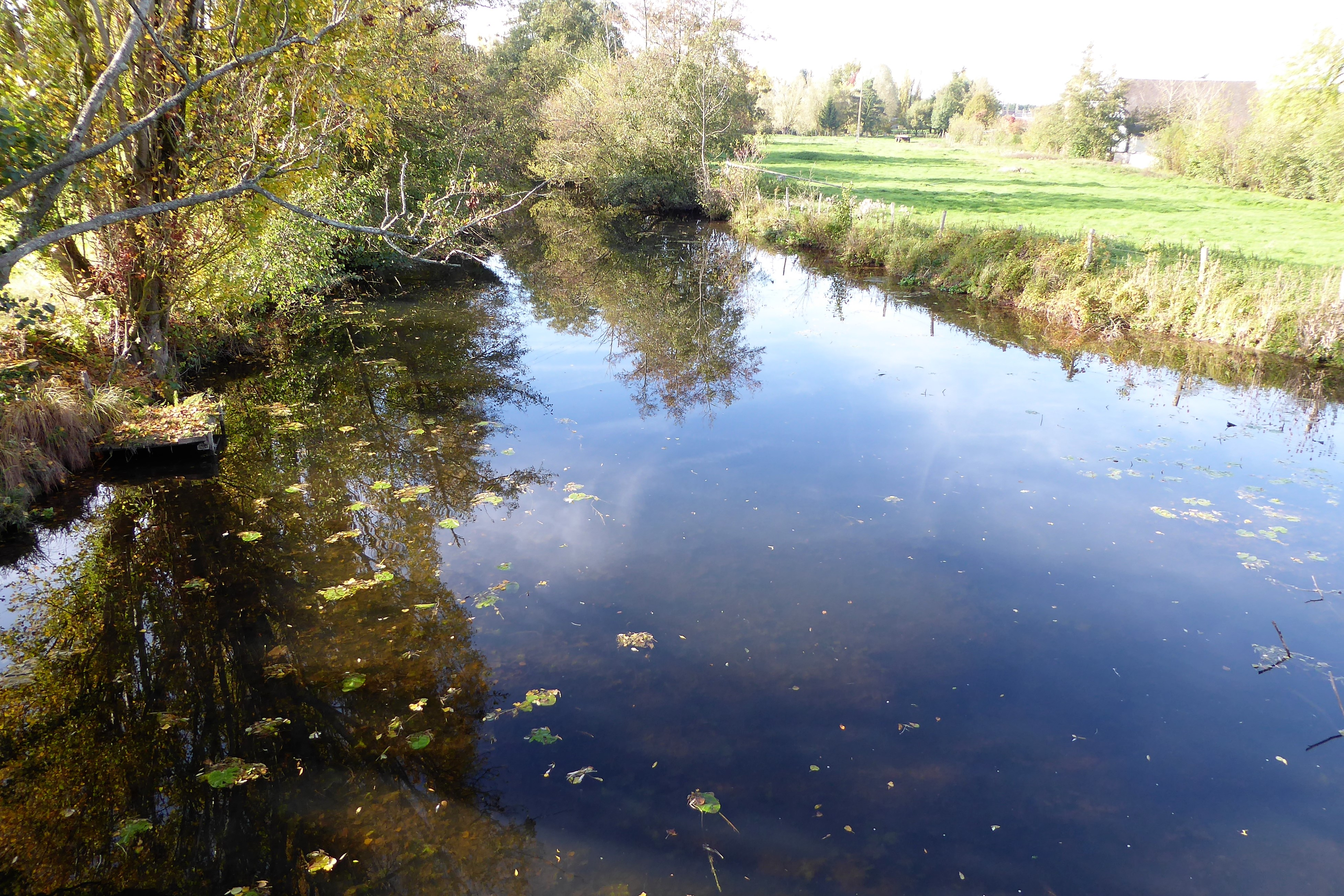
Saumeray, le Loir, vue amont à partir du pont.
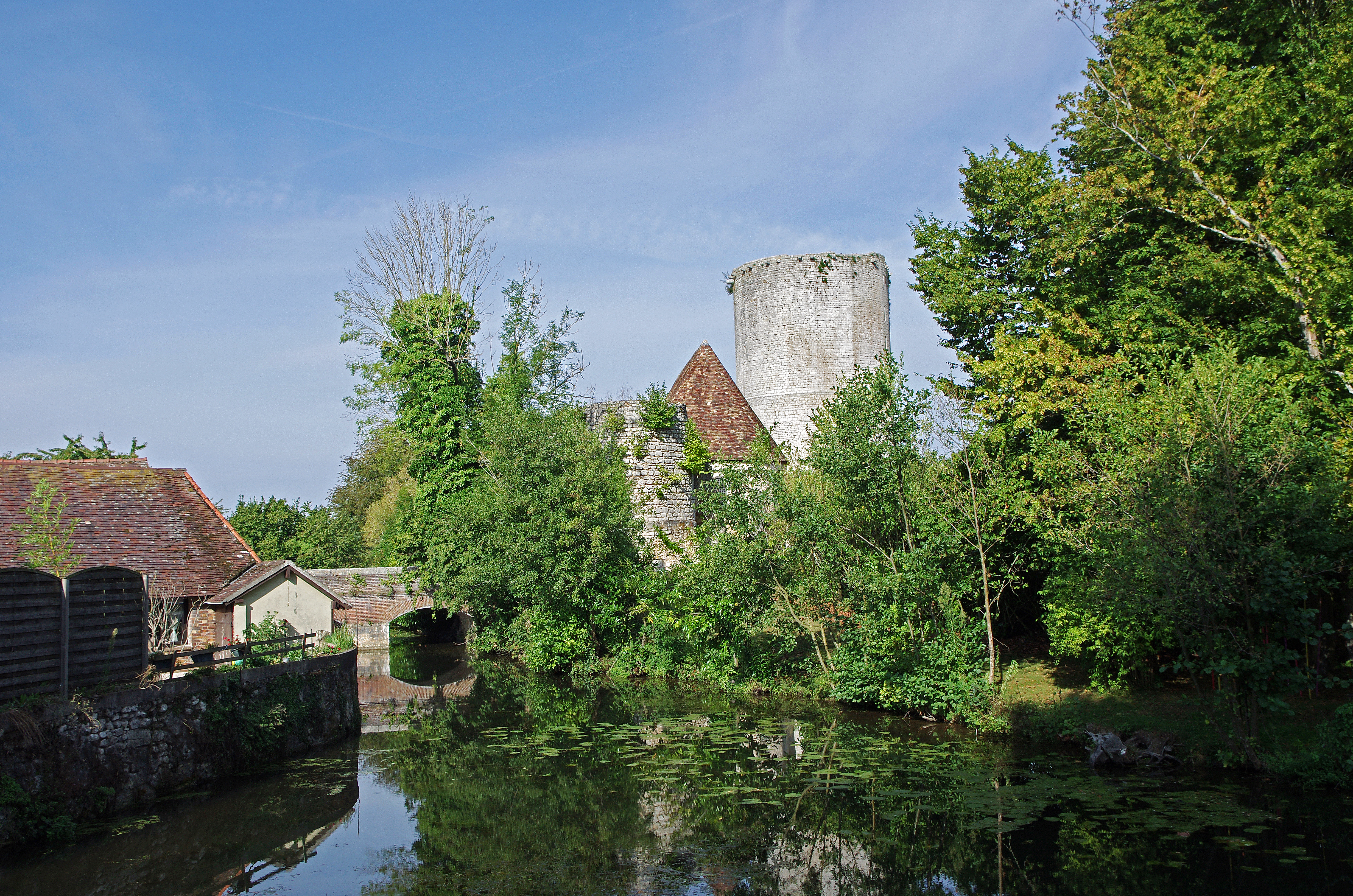
Le Loir alimente les douves du château féodal d'Alluyes.

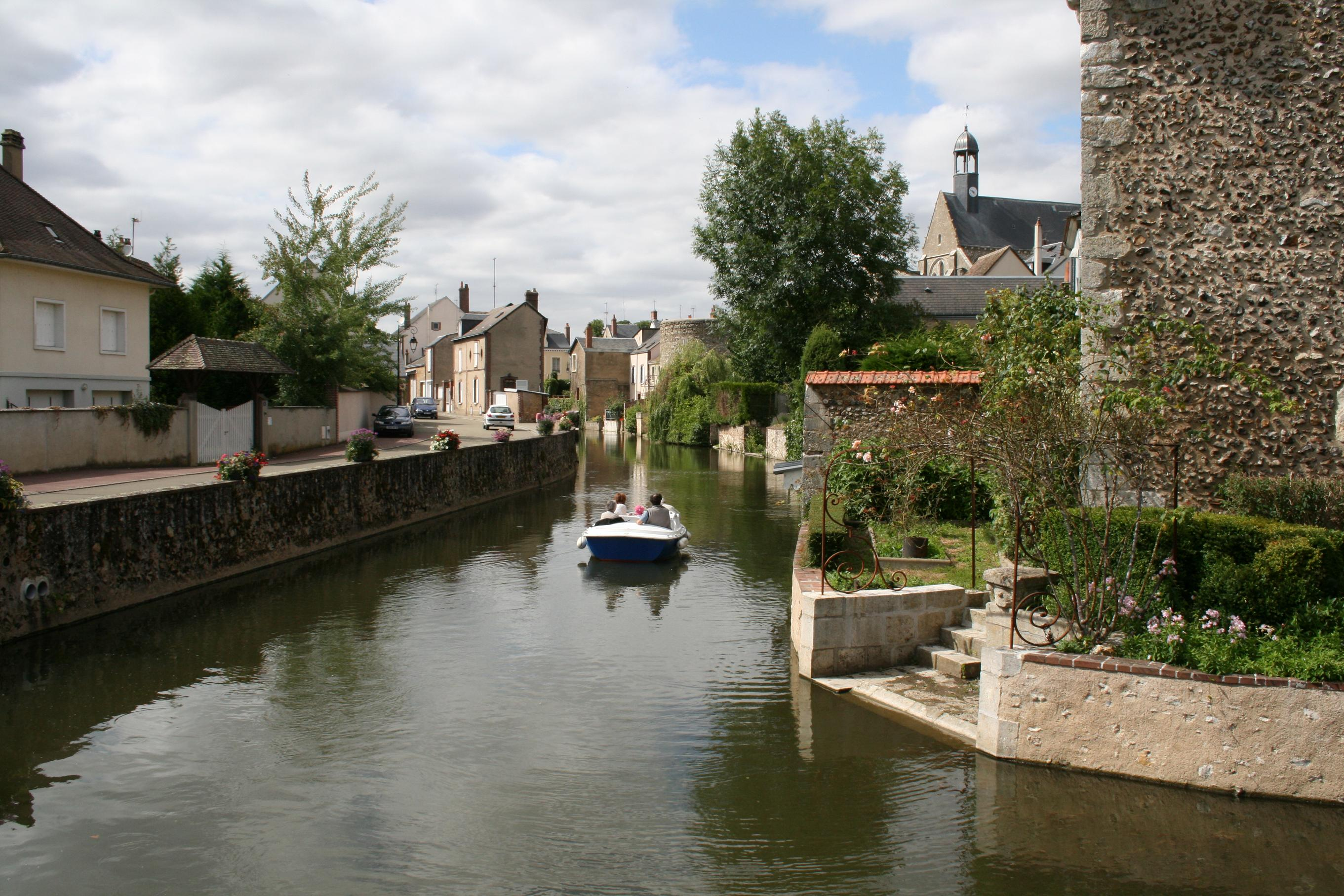
Bonneval, des fossés remplis d'eau du Loir enserrent la ville.
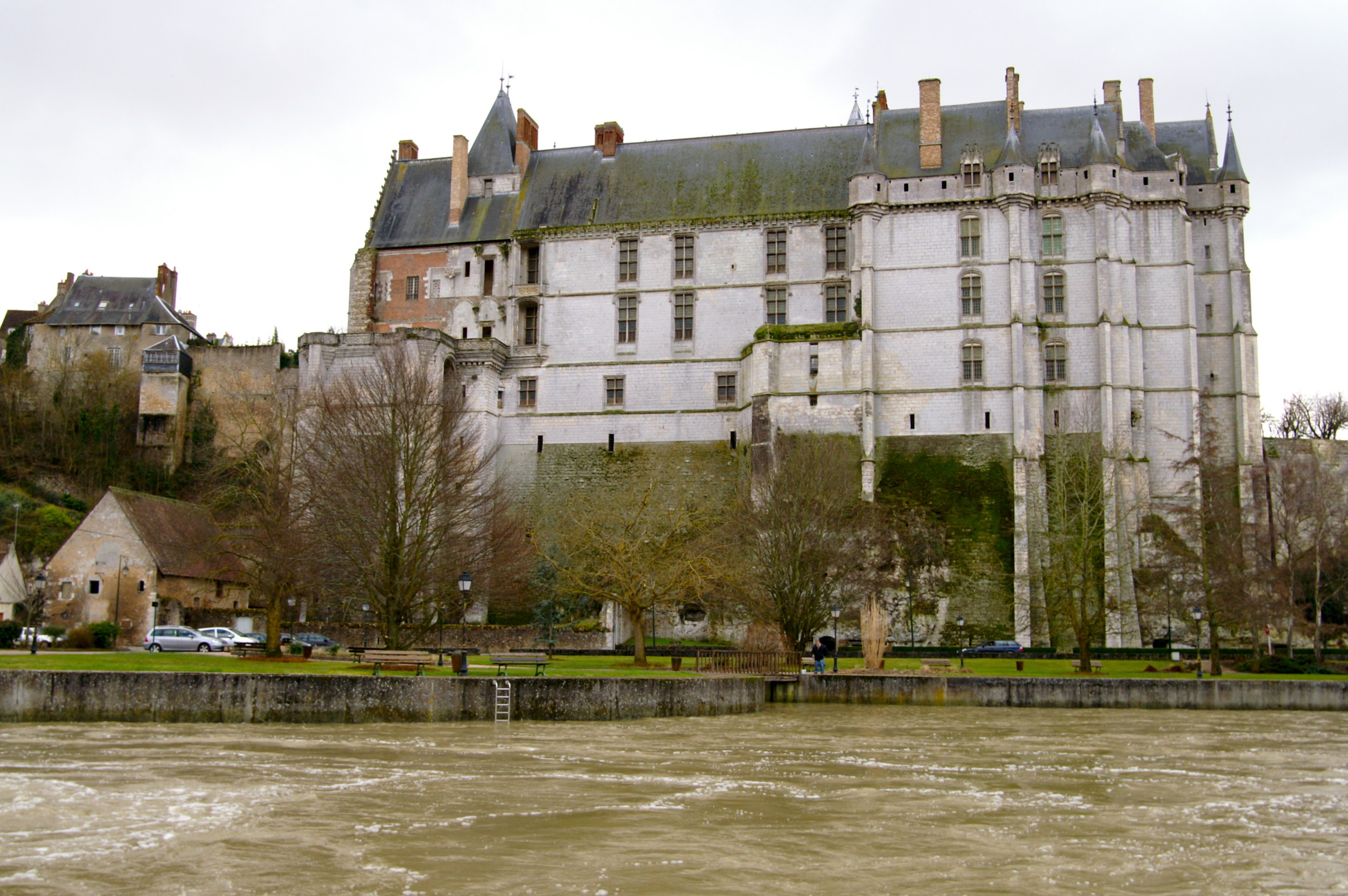
Le Loir au pied du château de Châteaudun.
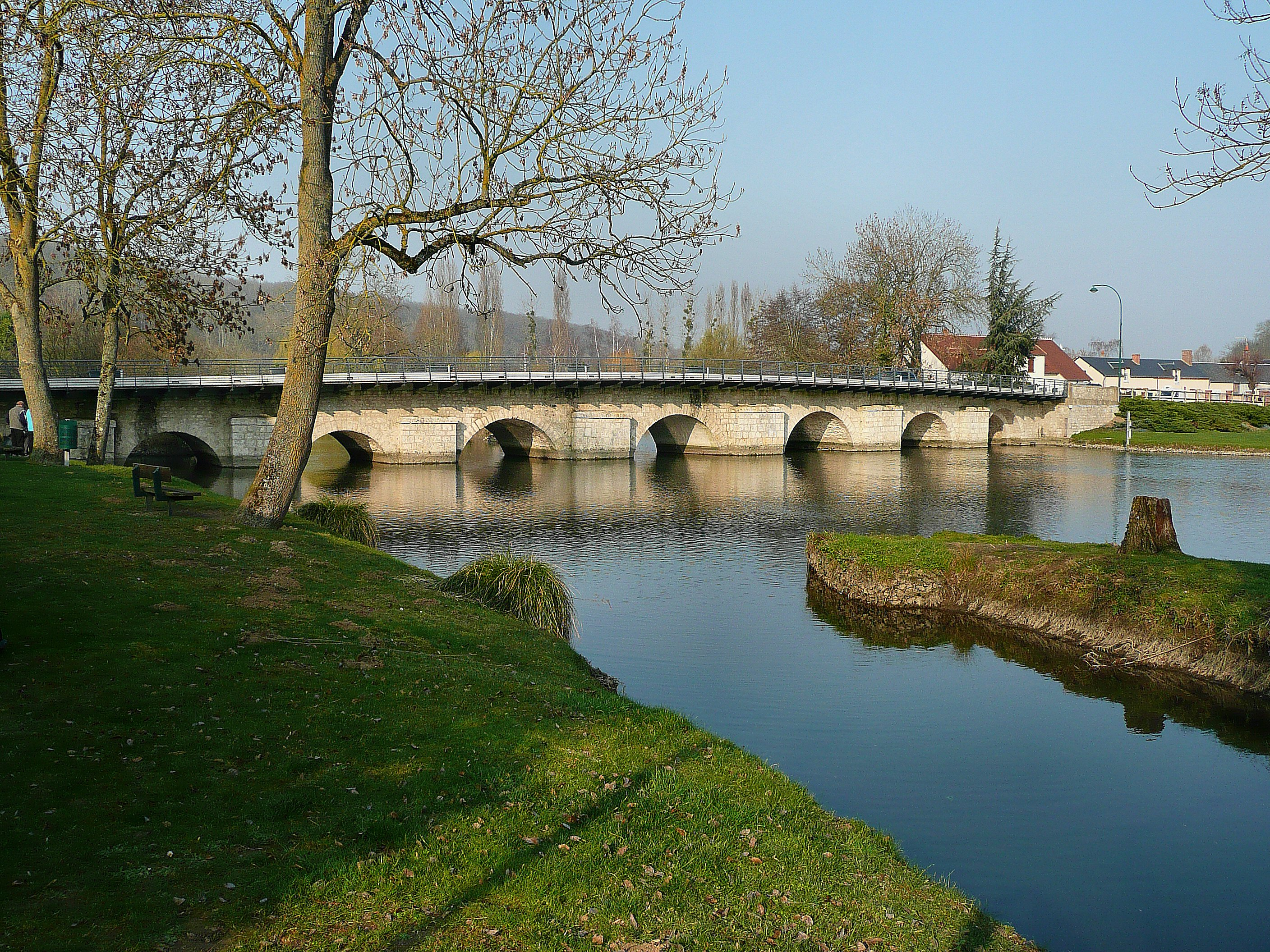
Saint-Denis-les-Ponts.
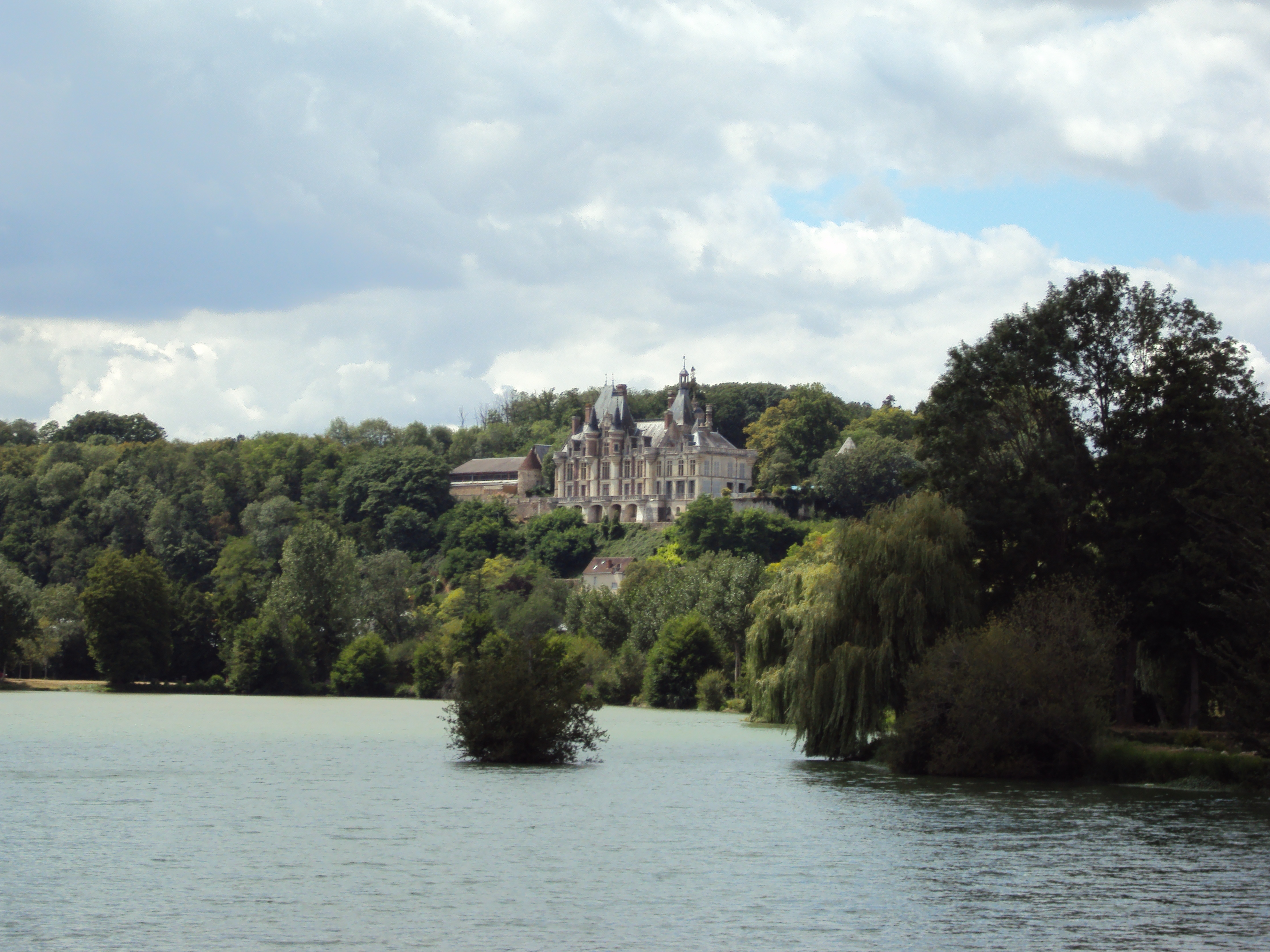
Le Loir et le château de Montigny-le-Gannelon.

#### Département de Loir-et-Cher
Areines, Artins, Brévainville, Couture-sur-Loir, Fréteval, Lavardin, Les Roches-l'Évêque, Lignières, Lisle, Mazangé, Meslay, Montoire-sur-le-Loir, Morée, Naveil, Pezou, Saint-Firmin-des-Prés, Saint-Hilaire-la-Gravelle, Saint-Jacques-des-Guérets, Saint-Jean-Froidmentel, Saint-Martin-des-Bois, Saint-Ouen, Tréhet, Villiers-sur-Loir, Vendôme, Thoré-la-Rochette.

Le Loir dans le Loir-et-Cher, d'amont en aval
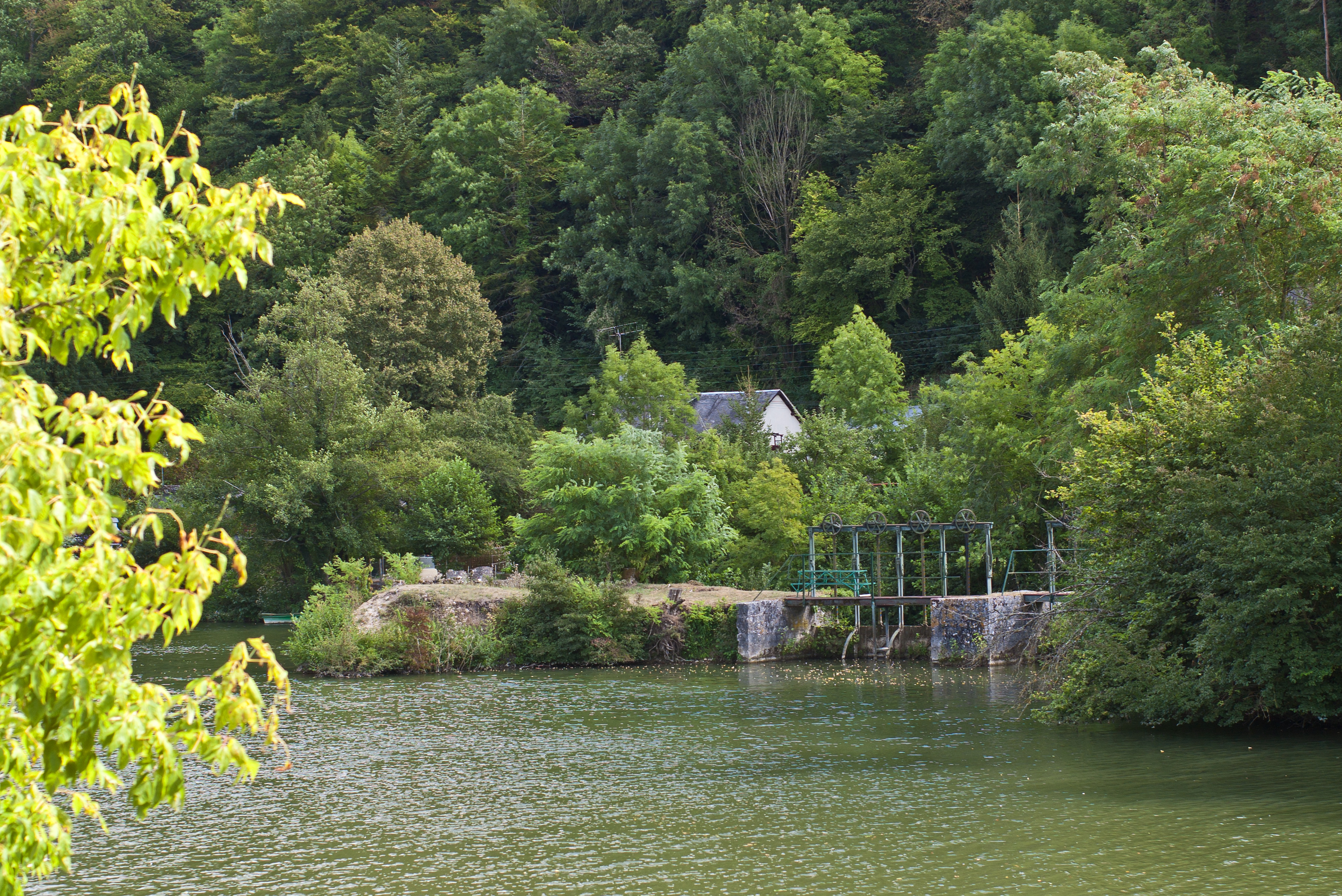
Écluse sur le Loir à Fréteval.
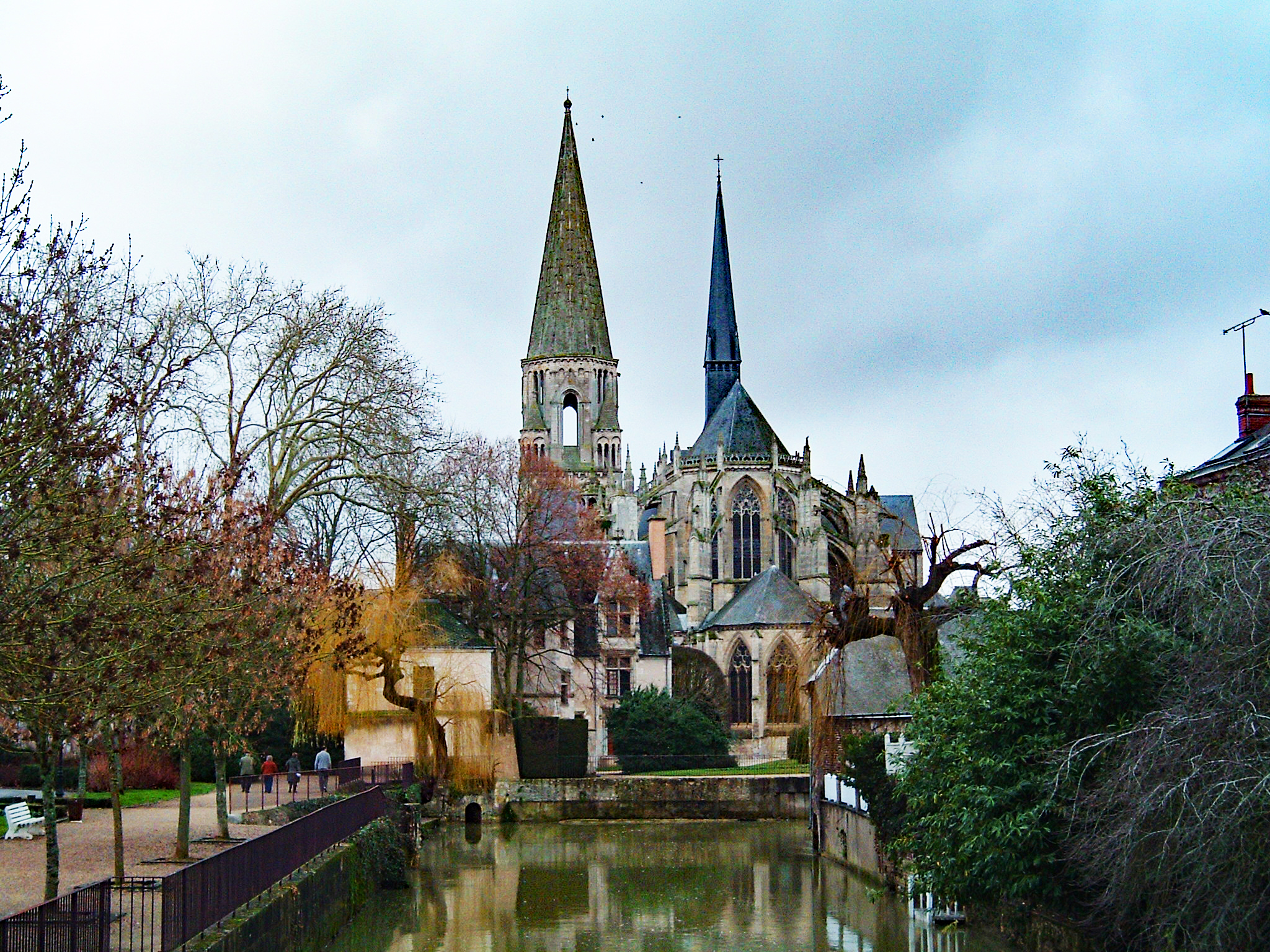
Le Loir à Vendôme. À l'arrière-plan, l'église de la Trinité.
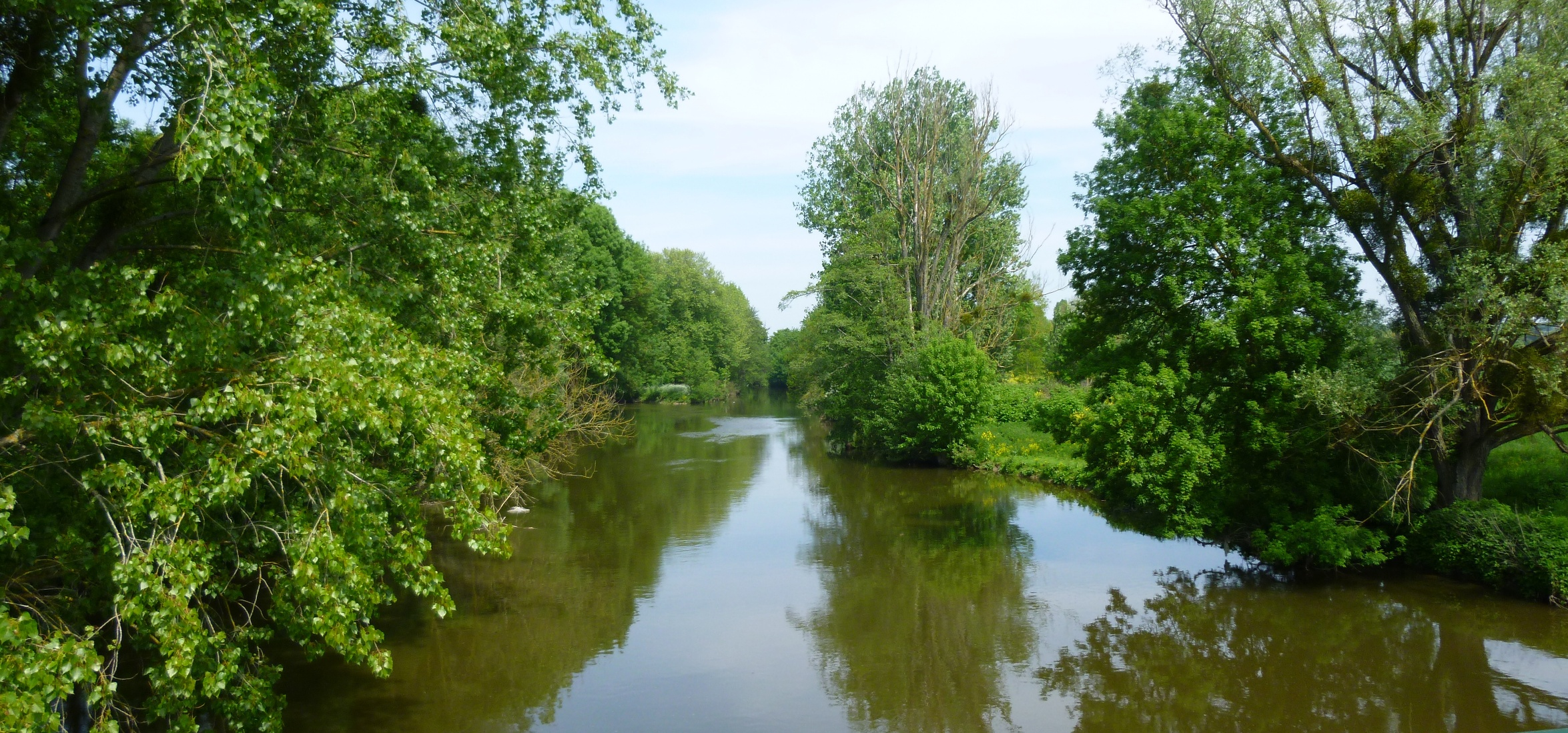
Le Loir, vu du pont de Montrieux, Naveil.
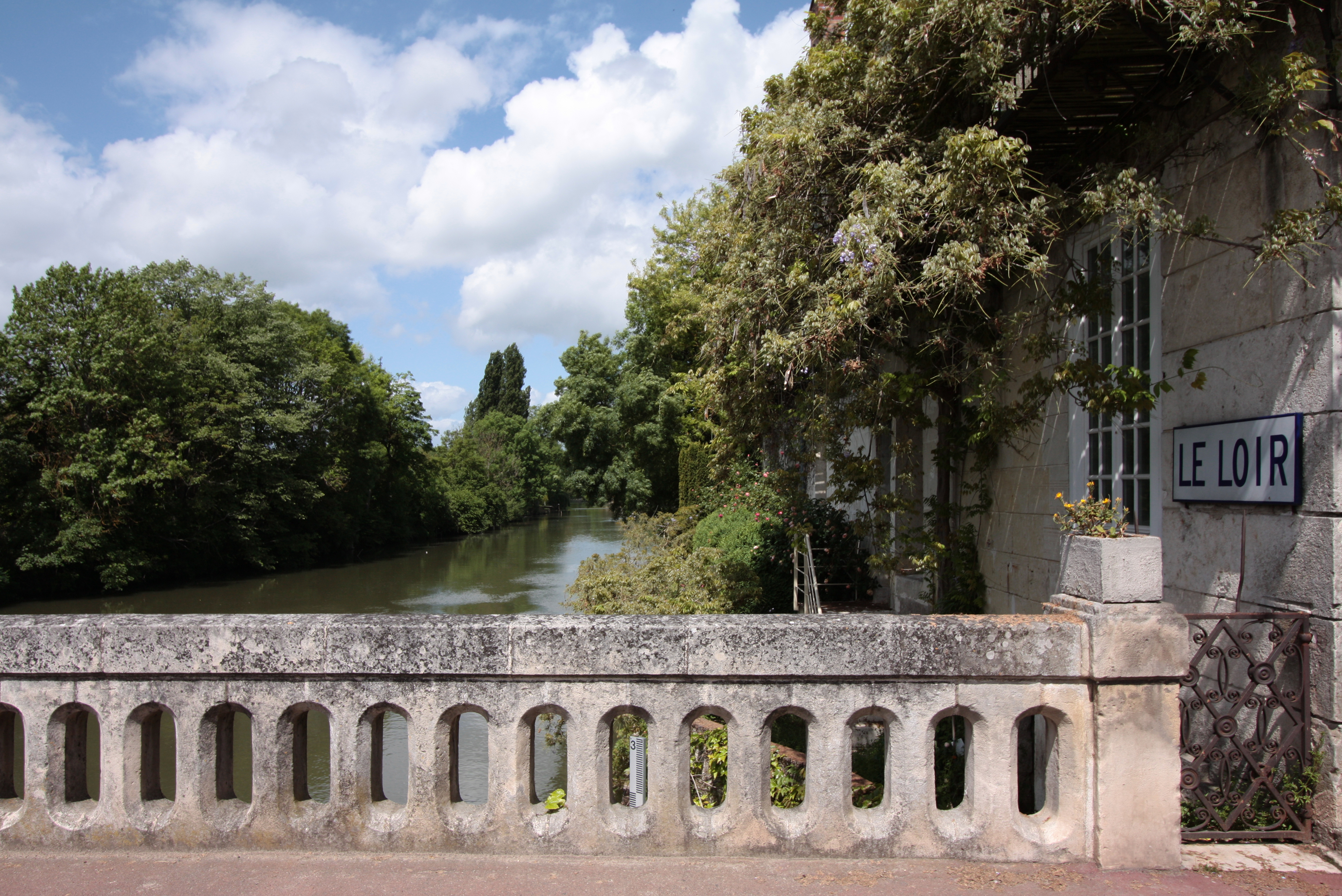
Pont sur le Loir, à Montoire-sur-le-Loir.

#### Département de la Sarthe
Poncé-sur-le-Loir, Ruillé-sur-Loir, La Chartre-sur-le-Loir, Lhomme, Chahaignes, Marçon, Dissay-sous-Courcillon, Château-du-Loir, Vaas, Le Lude, La Flèche.

Le Loir dans la Sarthe, d'amont en aval
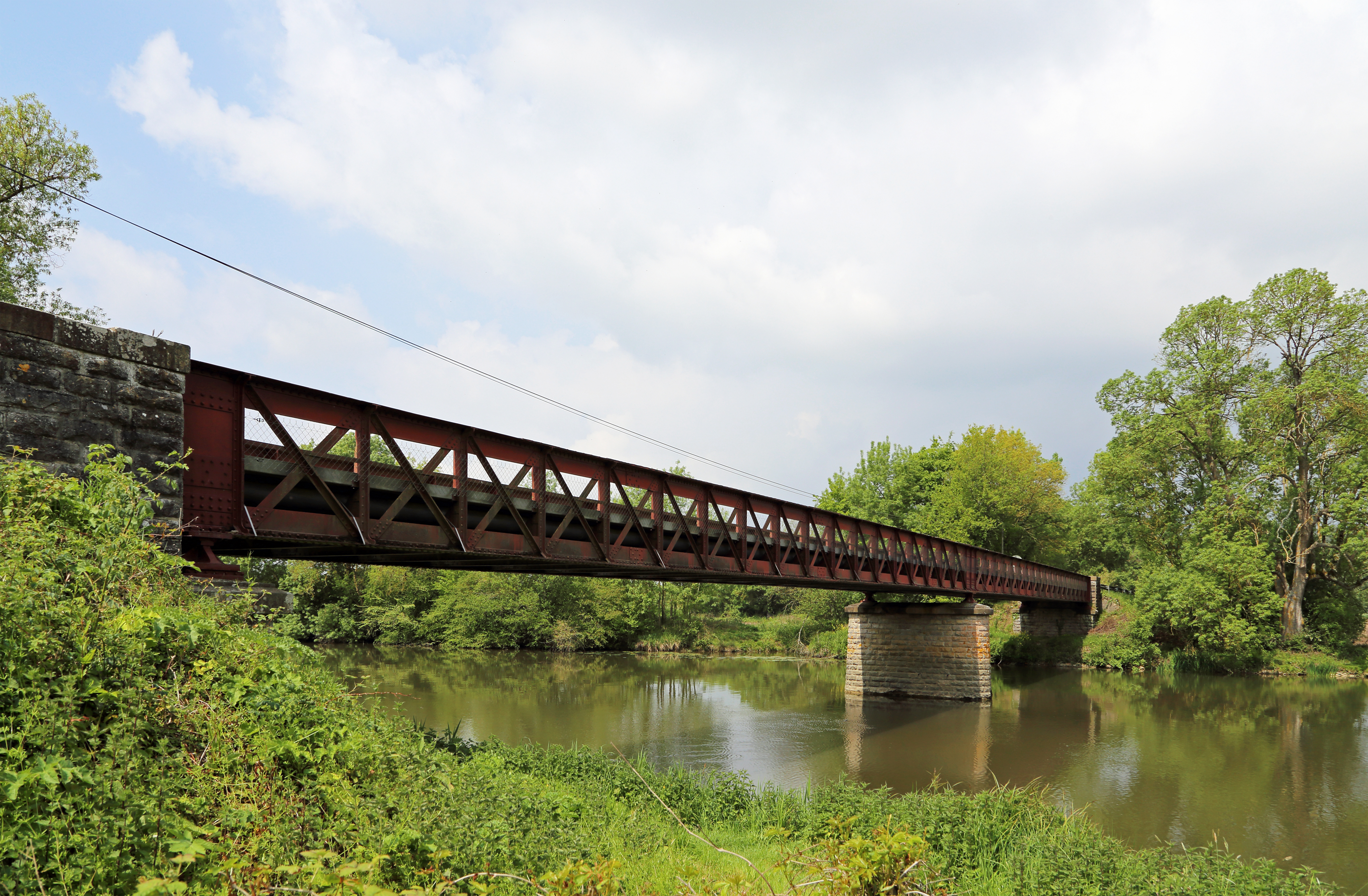
Pont routier de La Chapelle-aux-Choux.
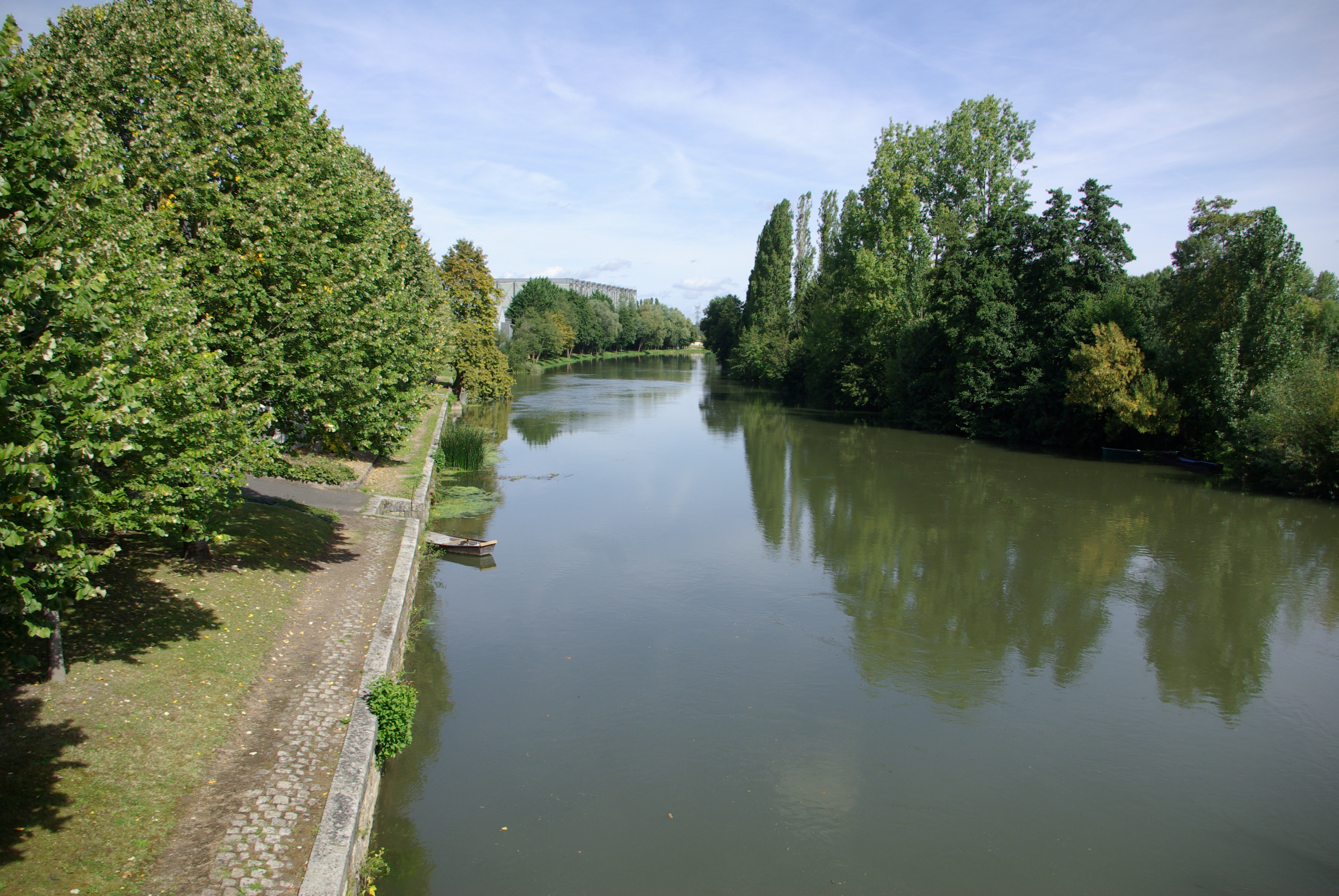
Le Loir traversant Le Lude.
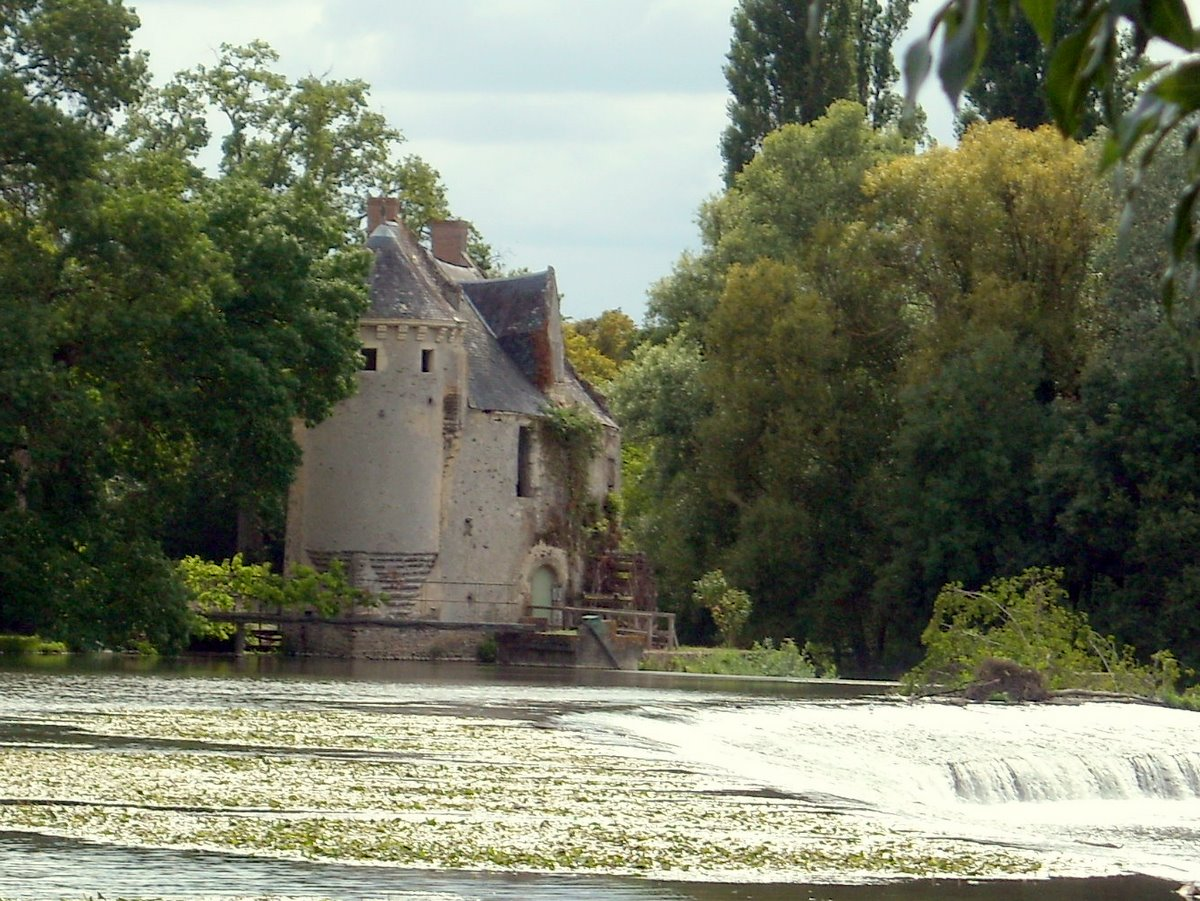
Moulin de Mervé à Luché-Pringé.
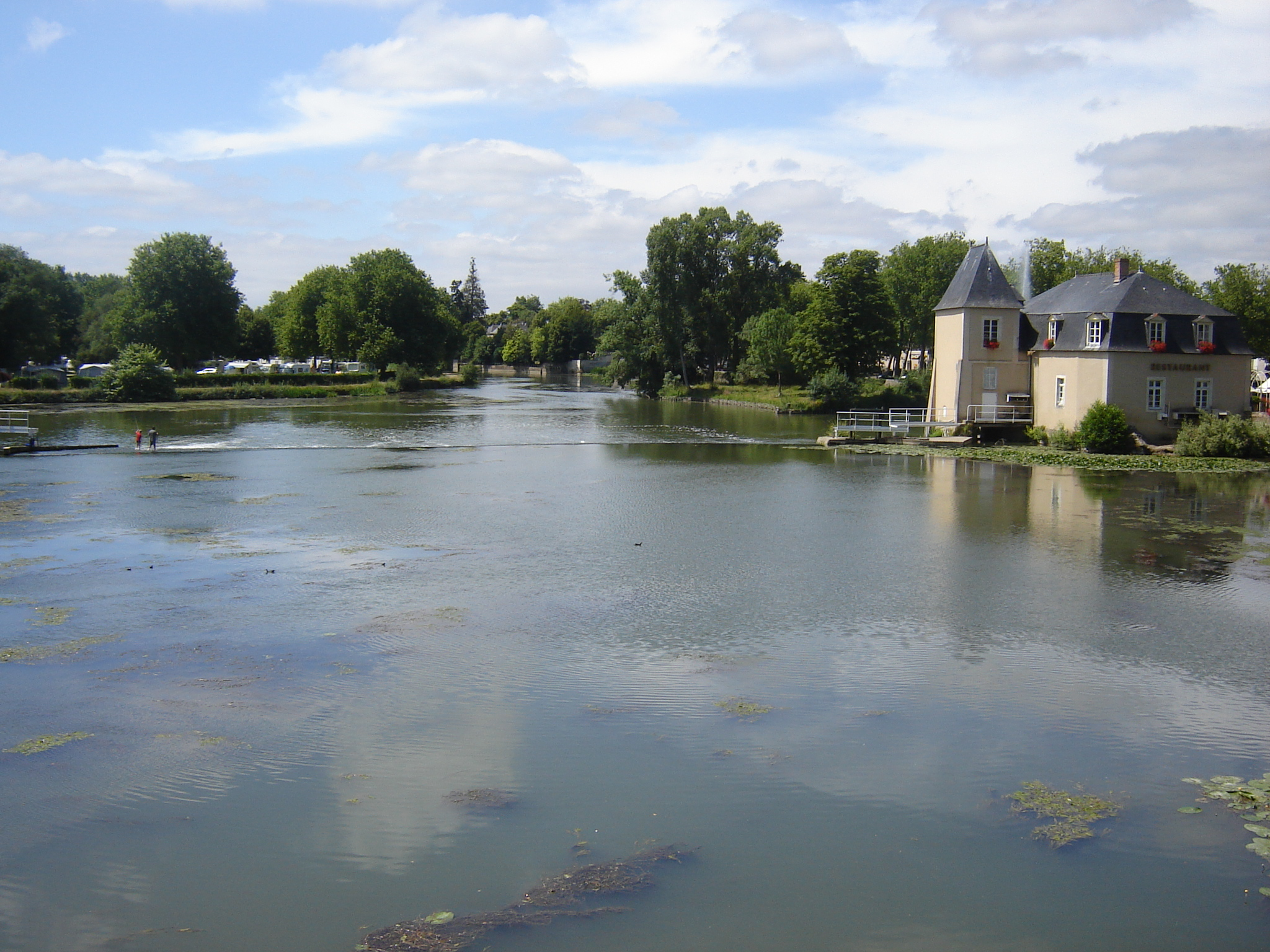
Le Loir à La Flèche, en premier plan le Moulin des Quatre Saisons.

#### Département de Maine-et-Loire
Durtal, Huillé-Lézigné, Baracé, Tiercé, Montreuil-sur-Loir, Seiches-sur-le-Loir, Corzé, Rives-du-Loir-en-Anjou (Villevêque et Soucelles), Briollay.

### Bassin versant
La surface du bassin versant varie, selon les sources, de 7 920 km2 (Banque Hydro) à 8 294 km2 (Sandre).

### Organisme gestionnaire
- Le syndicat mixte d'aménagement et de restauration du bassin du Loir en Eure-et-Loir (SMAR Loir 28), crée le 1er janvier 2012[4].

## Principaux affluents et sous-affluents
D'amont en aval :
- la Thironne (rd[note 1]), 26 km, à Illiers-Combray
- la Foussarde (rd), venant du vallon étroit de Frazé, 30,6 km, à Mézières-au-Perche
- la vallée de Paray (rg), 24,9 km, à Montboissier
- l'Ozanne (rd), autrefois Ozane, 44 km, à 1 km de Bonneval
- la Conie (rg), 32,4 km, à 1 km avant Marboué (entre Bonneval et Châteaudun)
- l'Yerre (rd), 48,7 km, à Saint-Hilaire-sur-Yerre
- l'Egvonne (rd), 24,2 km, à Cloyes-sur-le-Loir
- l'Aigre (rg), 30,8 km, à Romilly-sur-Aigre
- le Baignon (rg), 27 km
- le Gratteloup (rd), 17,1 km
- le Réveillon (rg), 20,3 km
- la Houzée (rg), 20,8 km
- le Boulon (rd), 23,6 km, à Thoré-la-Rochette
- la Brisse (rg), 14 km, à Thoré-la-Rochette
- le Cendrine (rg), 11,5 km, entre Montoire-sur-le-Loir et Couture-sur-Loir
- la Braye (rd), 74,5 km, entre Sougé et Couture-sur-Loir
  - le Couëtron (rg), 16,9 km
  - l'Anille (rd), 27,3 km
  - le Tusson (rd), 32,6 km
- la Veuve (rd), 26,2 km, entre Lhomme et Chahaignes, près de La Chartre-sur-le-Loir
  - l'Étangsort (rg), 25,4 km
- le Dême (rg), 32,7 km
- le Dinan (rd), 17,3 km
- l'Yre (rd), 17,8 km à Montabon
- l'Escotais (rg), 23,6 km
- la Fare (rg), 37,7 km, à Saint-Germain-d'Arcé
- la Maulne (rg), autrefois Meaulnes, 29,5 km, à La Chapelle-aux-Choux, en amont du Lude
- la Marconne (rg), 20,9 km, au Lude
- l'Aune (rd), 29,9 km, en amont de Luché-Pringé
  - le Casseau (rd), 13,9 km
- l'Argance (rd), 19,7 km

Les rivières les plus importantes pour les aménagements hydrauliques étaient autrefois de l'amont vers l'aval : la Thironne, la Foussarde, l'Ozanne, la Conie, l'Yerre, l'Aigre, la Braye, la Veuve, le Dême, la Fare ou le Long, la Maulne, l'Aune.

## Hydrologie

### Le Loir à Alluyes
Alluyes, commune d'Eure-et-Loir située au nord de Châteaudun, a bénéficié de 1971 à 1987 d'une station hydrologique sur le Loir : le débit moyen annuel ou module, observé durant cette période de 14 ans, est de 2,07 m3/s, soit 2 070 litres par seconde pour un bassin versant de 764 km2. La hauteur maximale instantanée, relevée à Alluyes le 27 mai 1977, est de 2,10 m.

### Le Loir à Durtal
Son débit a été observé sur une période de 48 ans (1961-2008), à Durtal, localité du département de Maine-et-Loire, située à peu de distance de son confluent avec la Sarthe (bassin versant de 7 920 km2) pour un bassin versant de 8 294 km2 total selon le SANDRE.
Le module du Loir est de 32,2 m3/s.
La rivière présente des fluctuations saisonnières de débit, avec des hautes eaux d'hiver portant le débit mensuel moyen à un niveau allant de 39,4 à 61,2 m3/s, de décembre à avril inclus (maximum en janvier-février), et des basses eaux d'été, sur une période assez longue allant de fin juin à début octobre, avec une baisse du débit moyen mensuel jusqu'au niveau de 12,4 m3/s au mois d'août.

#### Étiage ou basses eaux
Le VCN3 peut chuter jusque 3,5 m3/s en cas de quinquennale sèche, ce qui reste assez élevé. Dans bien des situations difficiles, le Loir bénéficie de l'apport fort régulier des cours d'eau beaucerons tels la Conie et l'Aigre.

#### Crues
Les crues peuvent être assez importantes. Les QIX 2 et QIX 5 valent respectivement 170 et 260 m3/s. Le QIX 10 est de 310 m3/s, le QIX 20 de 370 m3/s, tandis que le QIX 50 se monte à 440 m3/s.
Le débit instantané maximal enregistré a été de 454 m3/s le 29 janvier 1995, tandis que le débit journalier maximal était de 449 m3/s le même jour. En comparant ces chiffres aux valeurs des différents QIX de la rivière, on constate que ces crues étaient d'ordre cinquantennal et donc plutôt exceptionnelles.

#### Lame d'eau et débit spécifique
La lame d'eau écoulée dans le bassin du Loir est de 129 millimètres par an, ce qui est fort faible et plus de moitié inférieur à la moyenne d'ensemble de la France. Le débit spécifique ou Qsp tombe de ce fait à un petit 4,1 litres par seconde et par kilomètre carré de bassin.

## Étymologie
Les graphies anciennes les plus communes en latin médiéval de la rivière sont Lœdus ou Lidericus. Le nom le plus ancien est super-ledo attesté en 616 pour la partie amont carnute; les variantes graphiques latines ledis, liddus, lidus existent déjà avant 844.
La forme la plus ancienne est Ledo en 616 (Dictionnaire Topographique de la Sarthe), du gaulois ledo « flux, reflux ». En 800, Ledum puis évolution par rhotacisme * led - > ler- d'où Ler en 1142, puis Loir à partir de 1283. Il est apparenté au Lez.
Le gallo-romain ledus ou ledum désignerait trivialement un cours d'eau, un flux d'eau. Une attraction paronymique, avec le fleuve ligérien, n'est pas à exclure. La batellerie y montre depuis l'Antiquité une véritable identité ligérienne.

## Histoire
Les bourgades celtes qui jalonnent son parcours sont apparemment d'une importance bien mineure, en tous cas par rapport à la capitale des Carnutes ou celle des Andécaves, à proximité de sa vallée. Le Ledus est incontestablement une rivière carnute en amont, puis cénomane et andécave en aval.

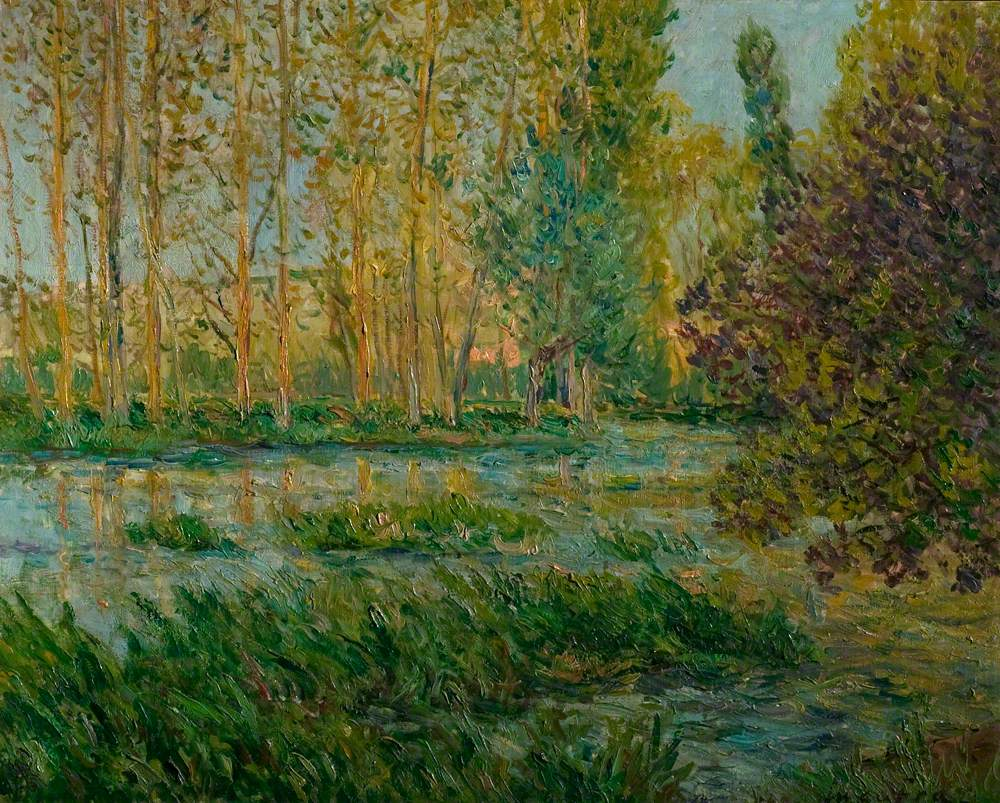
Bords du Loir, 1907
Maxime Maufra
Leicester Museums.

Dans la tradition française, le Loir prend naissance au débouché de l'étang de Cernay, situé dans le canton d'Illiers après 1801. Il coule ensuite vers Bonneval, Châteaudun, Fréteval, Vendôme, Les Roches, Château du Loir, Le Lude, La Flèche, avant de se jeter dans la Sarthe en rive gauche à 8 km au nord d'Angers.
Au XVIIIe siècle, un projet de jonction du Loir et de l'Eure fut proposé par Joubert de Villemarest, mais il ne fut pas appliqué. En 1860, il est navigable en aval sur 113 km de ses 250 km (sic) de parcours global, grâce à un équipement de 39 écluses à portes marinières, ou pertuis, et non pas des écluses à sas qui auraient facilité la navigation. La navigation commençait au port de Château-du-Loir. Le fret fluvial consistait en pierre de taille, chaux, carreaux de verre ou de céramique, charbon, foin et fourrages divers, matières ligneuses, outre le flottage du bois. En 1957 le Loir est radié de la liste officielle des voies navigables.
Depuis 2016, la véloroute V47 - Vallée du Loir à vélo suit le cours de la rivière sur 320 km, avec un parcours à distance des berges.

### Le Loir et le Vendômois
De Vendôme à La Chartre-sur-le-Loir, sur un parcours de moins de 50 km, se trouve réuni le plus bel ensemble de fresques et de peintures murales (XIIe – XVIe siècle) que la région ligérienne offre aux amateurs de formes et de couleurs anciennes. Elles décorent des petites églises médiévales égrenées le long d'une rivière tout en méandres, autrefois sur l'un des chemins de Saint-Jacques de Compostelle.
La vallée est dominée par les ruines féodales de Vendôme, Lavardin, Montoire, Trôo. Cette vallée a profondément marqué l'identité du Vendômois, à l'origine comté qui s'est formé à partir des IXe et Xe siècles de part et d'autre de la vallée. La vallée est liée au souvenir de Pierre de Ronsard.

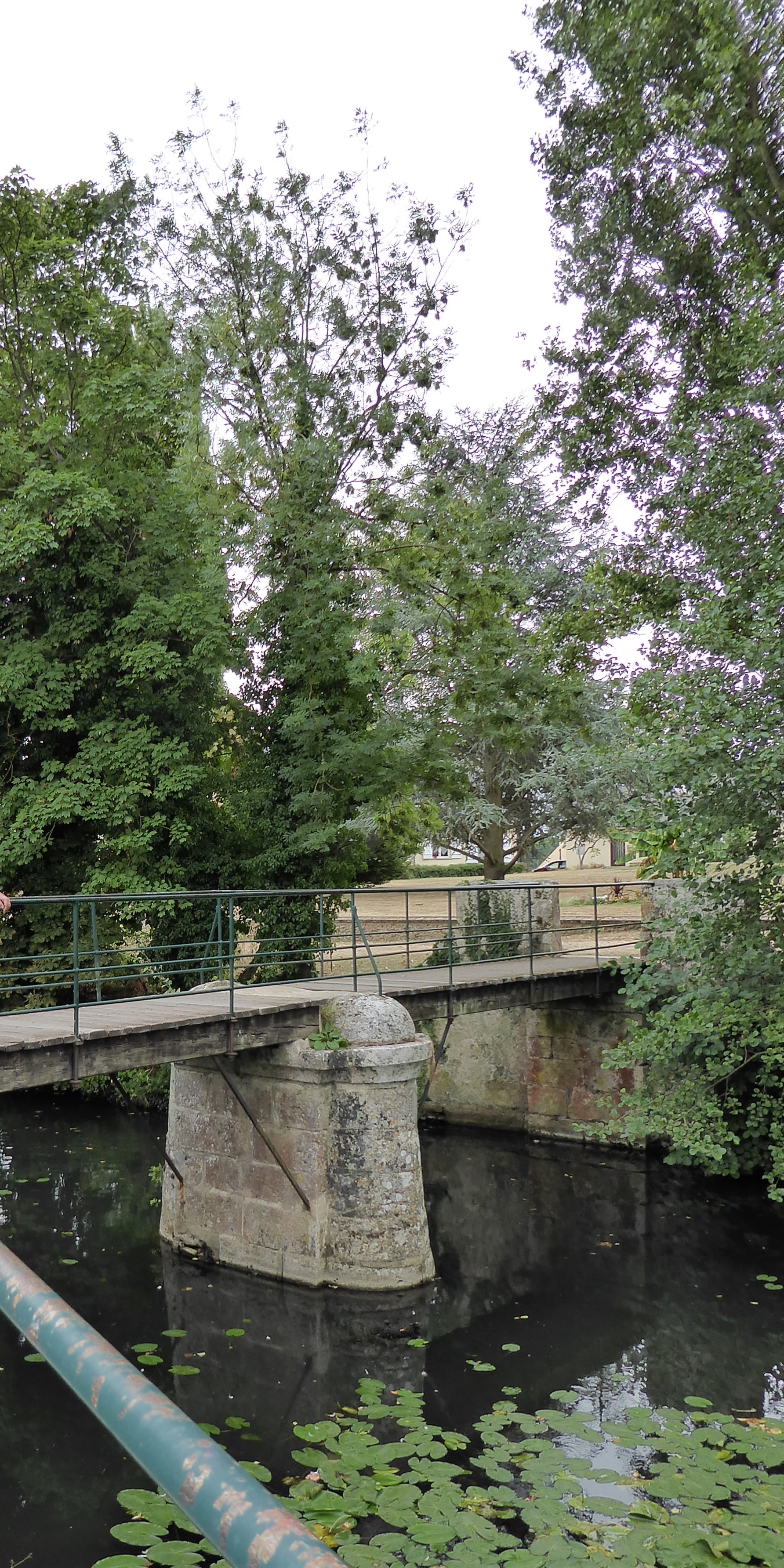
Le Pont-Vieux sur la Vivonne de Proust à Illiers-Combray.

## L'hommage littéraire de Marcel Proust
« Jamais dans la promenade du côté de Guermantes nous ne pûmes remonter jusqu’aux sources de la Vivonne auxquelles j’avais souvent pensé et qui avaient pour moi une existence si abstraite, si idéale, que j’avais été aussi surpris quand on m’avait dit qu’elles se trouvaient dans le département, à une certaine distance kilométrique de Combray, que le jour où j’avais appris qu’il y avait un autre point précis de la terre où s’ouvrait, dans l’antiquité, l’entrée des Enfers. »
La Vivonne, cette rivière fictive que Proust évoque tout au long de Combray, la première partie de Du côté de chez Swann dans sa suite romanesque À la recherche du temps perdu, correspond au Loir, dont la source se trouve à Saint-André-des-Champs (Saint-Éman), un village situé à 4 km d'Illiers-Combray dans le département d'Eure-et-Loir.
La Vivonne traverse Montjouvain (le manoir de Mirougrain) et Combray. Plusieurs de ses affluents bordent également les lieux du roman : Méséglise (Méréglise sur la Thironne) et Guermantes (château de Villebon).

## Faune piscicole - Pêche
Le Loir est classé cours d'eau de deuxième catégorie. On y rencontre essentiellement des gardons, des tanches, des perches, des carpes, des sandres. Ses trois principaux affluents du département d'Eure-et-Loir, l'Ozanne, l'Yerre et l'Aigre, sont classés en première catégorie, ou cours d'eau dans lesquels la truite peut se développer.